# Првенство Србије у рагбију 2017.
Првенство Србије у рагбију 2017. је било 11. издање првенства Србије у рагбију 15. 
Титулу је заслужено освојио Рад, пошто је два пута савладао БРК и Партизан.

## Табела групе А
|   | Тим      | ИГ | Д | Н | И | ПД  | ПП  | ПР  | ББ | Б  |  |
| - | -------- | -- | - | - | - | --- | --- | --- | -- | -- |  |
| 1 | Рад      | 4  | 4 | 0 | 0 | 121 | 60  | +61 | 3  | 19 |  |
| 2 | Партизан | 4  | 1 | 3 | 0 | 56  | 101 | -45 | 1  | 5  |  |
| 3 | БРК      | 4  | 1 | 3 | 0 | 79  | 95  | -16 | 2  | 2  |  |

## Учесници групе Б
- Војводина-Петровград
- Динамо Панчево
- Лозница
- Вршац

| Шампион Србије у рагбију 2017. |
| ------------------------------ |
| Рад 10. титула                 |